# متحف نبوخذ نصر
متحف نبوخذ نصر هو متحف تاريخي عراقي يقع بالقرب من مدينة بابل الأثرية، تم إعادة إفتتاحه في أوائل عام 2017.

## نبذة
يتكون المتحف من ثلاث قاعات ويحتوي المتحف على مجموعة من اللقى والتماثيل الأثرية التي تعود إلى الحضارات السومرية والبابلية والأشورية إضافة إلى الحضارة الإسلامية، ومجسمات توضيحية (ماكيتات) لمعالم مدينة بابل الأثرية كما يضم المتحف مجموعة كبيرة من لوحات تخيلية لبرج ومدينة بابل رسمها مجموعة من الفنانين الأوروبيين مستوحاة من كتب التوراة والإنجيل، إضافة إلى مجسمات كبيرة لمدينة بابل الأثرية وأجزاء من بوابة عشتار الأصلية، وخرائط لأماكن المعابد القديمة.
عرضت الآثار وفقا لتسلسلها الزمني وهي تمثل جميع الفترات التاريخية لحضارة بلاد الرافدين, وزودت خزانات العرض بشروحات وافية عن الآثار المعروضة وتفاصيلها.